# Хърватски държавен архив
Хърватският държавен архив (на хърватски: Hrvatski državni arhiv) е централната институция, отговорна за събирането на архивни документи в Хърватия.
Той поддържа и обработва архивни материали – документи на държавни институции, фирми, юридически и физически лица, чиято дейност се извършва на територията на Хърватия. Запазеният архивен материал е с голямо значение за страната.

## История
Развитието на архива като институция се провежда успоредно с развитието на системата за защита на националното архивно наследство на Хърватия. През Средновековието документите и архивите на Хърватското кралство са съхранявани от бановете. От XVII век най-ценните документи на Кралство Хърватия и Славония се съхраняват в сградата на парламента. Съгласно решение от 1643 г. за ковчежник на архива е определен Иван Закмарди. При него се съхраняват всички закони и документи на кралството. Парламентът приема решение, което задължава всички документи да бъдат предавани на архива. През 1744 г. за първи главен архивист е назначен Ладислав Кирали.
От средата на ХІХ в. процесът по запазване и обогатяване на архива започва в самостоятелна институция за съхранение и обработка на архивните документи. В периода 1849 – 1853 г. започва първото връщане на архивни документи от чужбина. Това се дължи на новото възприятие към архивите – те са неразделна част от културното наследство на страната. Иван Кукулевиеви започва систематично публикуване на архивни документи като исторически извори.
След Унгарско-хърватското споразумение от 1868 г. Кралският хърватски архив става част от архива на Кралство Хърватия, Славония и Далмация. През 1870 г. е издаден закон за използването на архивните документи. По този начин архивите, най-вече научните, са отворени за обществеността.
Статутът на архива като независима институция официално е потвърден в периода между двете световни войни, а от 1923 г. е отделен от администрацията.
През втората половина на ХХ в. архивът постепенно се разраства и са обособени различни отдели със специфични функции.